# Anna Tunnicliffe
Pour les articles homonymes, voir Tunnicliffe.
Anna Tunnicliffe, née le 17 octobre 1982 à Doncaster, est une skippeuse américaine.

## Biographie
Anna Tunnicliffe est médaillée de bronze en Laser radial aux Championnats du monde de voile 2005 et aux Championnats du monde de voile 2009. Elle est sacrée championne olympique de Laser radial aux Jeux olympiques d'été de 2008. Elle est nommée marin de l'année en 2009 et en 2011 par la Fédération internationale de voile. Elle remporte la Coupe du monde de voile 2010-2011, les Championnats du monde de voile 2011 et la Coupe du monde de voile 2011-2012 en Elliott 6m. Elle termine cinquième de l'épreuve d'Elliott 6m aux Jeux olympiques d'été de 2012.